# Río Roaring Fork
El río Roaring Fork es un afluente del río Colorado de aproximadamente 110 km de longitud en el centro-oeste de Colorado, Estados Unidos. El río drena un área poblada y económicamente vital de Colorado, que incluye la ciudad turística de Aspen.
El río nace en la cordillera Sawatch en el costado occidental de la divisoria continental de América y fluye en dirección noroeste uniéndose al río Colorado en Glenwood Springs.
El río Roaring Fork es rápido, profundo y poderoso, con agua muy clara.